# Liste der Monuments historiques in Chalmaison
Die Liste der Monuments historiques in Chalmaison führt die Monuments historiques in der französischen Gemeinde Chalmaison auf.

## Liste der Bauwerke
| Bezeichnung       | Beschreibung | Standort                 | Kennzeichnung | Schutzstatus | Datum | Bild           |
| ----------------- | ------------ | ------------------------ | ------------- | ------------ | ----- | -------------- |
| Kirche St-Étienne |              | Place de l’Église (Lage) | PA00086854    | Classé       | 1930  | weitere Bilder |

## Liste der Objekte

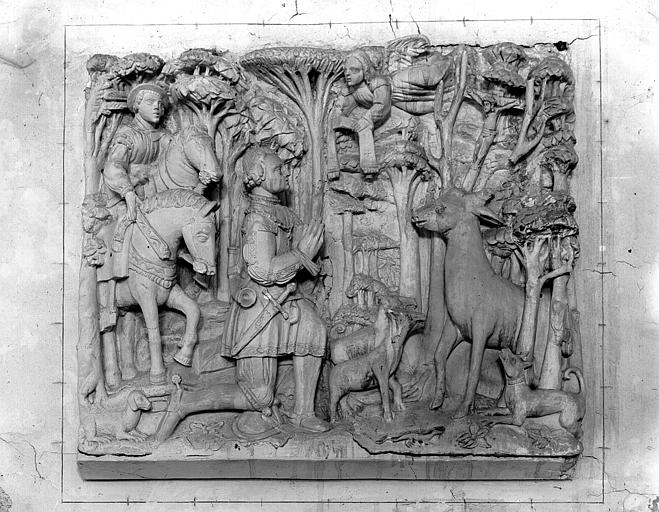
Relief Die Legende des heiligen Hubertus in der Kirche St-Étienne (16. Jahrhundert)

- Monuments historiques (Objekte) in Chalmaison in der Base Palissy des französischen Kultusministeriums